# Parque nacional Durmitor
El Parque Nacional Durmitor, de 39 000 hectáreas, es un área natural protegida en la República de Montenegro, que toma su nombre del monte Durmitor, una cima de 2522 metros de altitud. Fue declarado Patrimonio de la Humanidad por la Unesco en 1980, con una extensión ulterior en 2005.

## Nombre
El nombre Durmitor proviene probablemente de las lenguas romances de los Balcanes, (rumano), y significa "durmiente".[cita requerida]
Existen en la región montañas con nombres de origen similar, como Visitor y Cipitor.

## Parque nacional

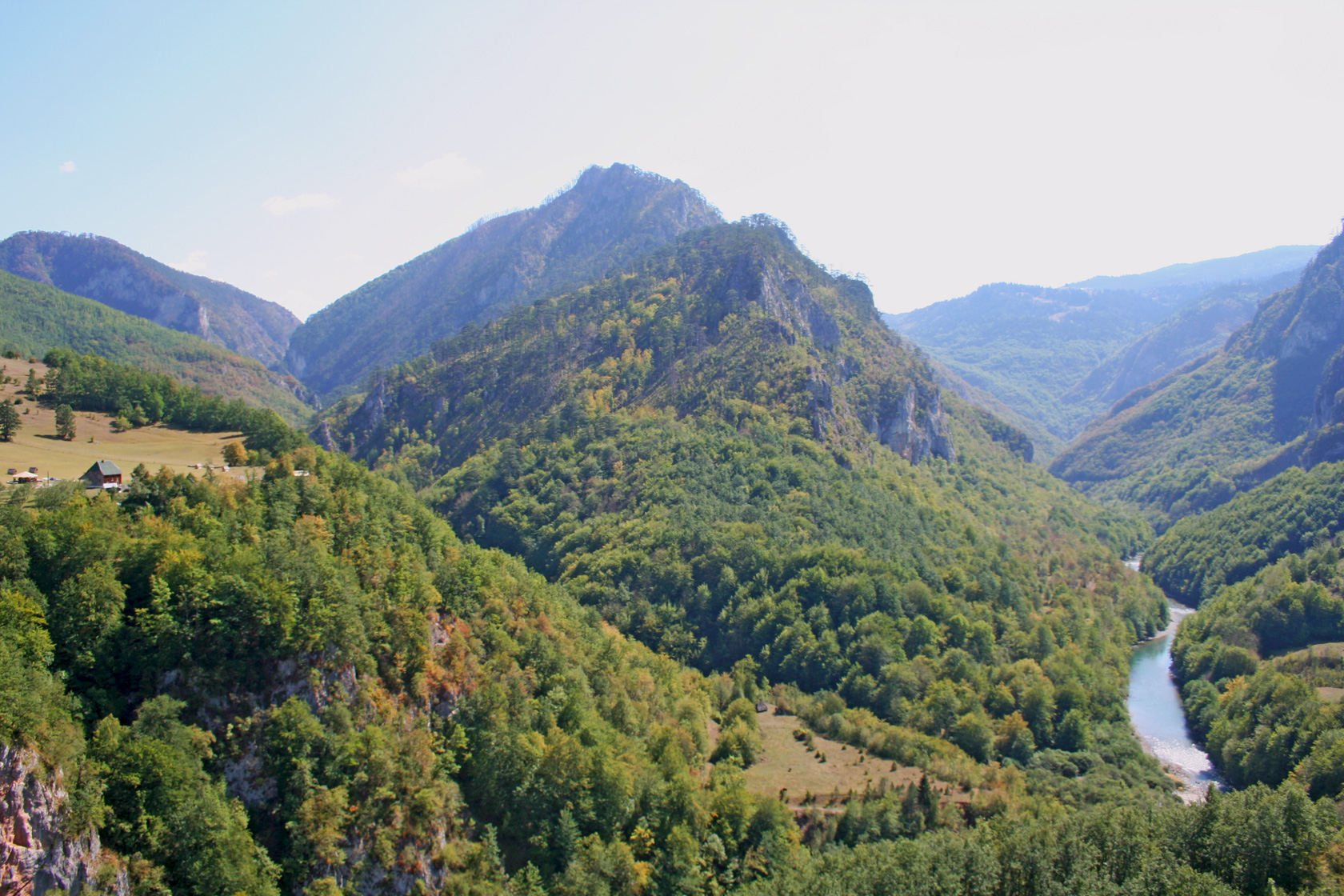
Montañas en el parque nacional.

El parque nacional Durmitor, creado en 1952, comprende el macizo del Durmitor, los cañones de los ríos Tara, Sušica y Draga y la parte alta de la meseta de Komarnica, abarcando una superficie de 390 km². Con 80 km de largo y 1300 m de profundidad, el cañón del Tara, una parte del parque nacional Durmitor, es considerado por su tamaño la segunda formación geológica de este tipo en el mundo después del Cañón del Colorado en Arizona.

## Turismo
El monte Durmitor es el centro del turismo de montaña montenegrino. Los recursos turísticos se concentran en la ciudad de Žabljak.
Durante el invierno, las principales actividades en el Durmitor son el esquí y, cada vez más, el snowboard. En el verano, las actividades pasan al montañismo, la escalada y el turismo recreativo. Una de las atracciones más prominentes del monte Durmitor son los 18 lagos glaciares, siendo el lago Crno el más conocido.